# Annelies Cook
Annelies Cook (ur. 1 sierpnia 1984 w Providence) – amerykańska biathlonistka. W Pucharze Świata zadebiutowała 18 grudnia 2010 roku w Pokljuce, gdzie zajęła 59. miejsce w sprincie. Pierwsze punkty zdobyła 2 lutego 2012 roku w Oslo, zajmując 33. miejsce w tej samej konkurencji. Najlepsze wyniki osiągnęła w sezonie 2012/2013, kiedy zajęła 45. miejsce w klasyfikacji generalnej. W 2011 roku wystartowała na mistrzostwach świata w Chanty-Mansyjsku, zajmując 67. miejsce w biegu indywidualnym, 57. w sprincie i trzynaste w sztafecie. Najlepsze wyniki osiągnęła podczas mistrzostw świata w Novym Měscie w 2013 roku, gdzie zajęła między innymi 38. miejsce w biegu indywidualnym i ósme w sztafecie mieszanej. Brała też udział w igrzyskach olimpijskich w Soczi w 2014 roku, plasując się na 53. pozycji w sprincie, 54. pozycji w biegu pościgowym oraz siódmej w sztafecie.

## Osiągnięcia

### Igrzyska olimpijskie
| Rok  | Miejscowość | Konkurencje | Konkurencje | Konkurencje | Konkurencje | Konkurencje | Konkurencje | Konkurencje |
| Rok  | Miejscowość | IN          | SP          | PU          | MS          | RL          | MR          | SR          |
| ---- | ----------- | ----------- | ----------- | ----------- | ----------- | ----------- | ----------- | ----------- |
| 2014 | Soczi       | –           | 53.         | 54.         | –           | 6.          | –           | –           |

### Mistrzostwa świata
| Rok  | Miejscowość     | Konkurencje | Konkurencje | Konkurencje | Konkurencje | Konkurencje | Konkurencje | Konkurencje |
| Rok  | Miejscowość     | IN          | SP          | PU          | MS          | RL          | MR          | SR          |
| ---- | --------------- | ----------- | ----------- | ----------- | ----------- | ----------- | ----------- | ----------- |
| 2011 | Chanty-Mansyjsk | 67.         | 57.         | DNF         | –           | 13.         | –           | –           |
| 2012 | Ruhpolding      | 66.         | 62.         | –           | –           | 11.         | –           | –           |
| 2013 | Nové Město      | 38.         | 45.         | 51.         | –           | 11.         | 8.          | –           |
| 2015 | Kontiolahti     | 47.         | 67.         | –           | –           | 11.         | –           | –           |
| 2016 | Oslo            | 77.         | 63.         | –           | –           | 13.         | –           | –           |

### Mistrzostwa świata juniorów
| Rok  | Miejscowość     | Konkurencje | Konkurencje | Konkurencje | Konkurencje | Konkurencje | Konkurencje | Konkurencje |
| Rok  | Miejscowość     | IN          | SP          | PU          | MS          | RL          | MR          | SR          |
| ---- | --------------- | ----------- | ----------- | ----------- | ----------- | ----------- | ----------- | ----------- |
| 2002 | Val Ridanna     | 16.         | 15.         | 19.         | –           | 5.          | –           | –           |
| 2003 | Kościelisko     | 36.         | 40.         | 40.         | –           | 7.          | –           | –           |
| 2004 | Haute Maurienne | 15.         | 49.         | 42.         | –           | 12.         | –           | –           |
| 2005 | Kontiolahti     | 32.         | 32.         | 29.         | –           | 13.         | –           | –           |

### Puchar Świata

#### Miejsca w klasyfikacji generalnej
| Sezon     | Miejsce |
| --------- | ------- |
| 2010/2011 | -       |
| 2011/2012 | 83.     |
| 2012/2013 | 45.     |
| 2013/2014 | -       |
| 2014/2015 | 71.     |
| 2015/2016 | 83.     |